# Nataša Lovrić
Nataša Lovrić (født 2. oktober 2000 i Novi Sad, Serbien) er en serbisk håndboldspiller, som spiller for serbiske ŽORK Jagodina og Serbiens kvindehåndboldlandshold.
Hun blev udtaget til landstræner Uroš Bregars trup ved VM i kvindehåndbold 2021 i Spanien, hvor det serbiske hold blev nummer 12.